# Elfriede Coltelli
Elfriede (von) Coltelli, geb. Coltelli von Roccamare, verh. Coltelli-Plaichinger (* 11. November 1883 in Graz; † 1971 in Ebersberg), war eine österreichische Malerin und Grafikerin.

## Leben
Elfriede Coltelli war eine Tochter des Arztes Hermann Coltelli von Roccamare und seiner Ehefrau Hedwig. Sie besuchte die Landeskunstschule in ihrer Geburtsstadt Graz bei Alfred Schrötter von Kristelli. 1904 und 1910 setzte sie ihre Studien bei Adolf Hölzel in Dachau und Fritz Strobentz in München fort. Zwischen 1909 und 1915 war sie zeitweilig im bayrischen Hartmannsberg tätig.
Coltelli wohnte in Kroisbach bei Graz. Sie war Mitglied des Steiermärkischen Kunstvereins, dessen Ausstellungen in Graz sie ab 1904 regelmäßig beschickte. 1908 wurde sie für ein dort präsentiertes Porträt mit der silbernen Medaille der Stadt Graz ausgezeichnet. 1910 trat sie der Vereinigung Bildender Künstler Steiermarks bei. Auch wurde sie 1910 ordentliches Mitglied der im gleichen Jahr gegründeten Vereinigung bildender Künstlerinnen Österreichs (VBKÖ) und nahm an deren ersten Ausstellungen in Wien teil.
1913 heiratete Elfriede Coltelli den Schriftsteller Leopold Plaichinger (1889–1933) und zog mit ihm 1917 nach München, wo er als Prokurist für den Dreiländerverlag arbeitete. Sie steuerte Illustrationen zu seinen Erzählungen bei, die in der verlagseigenen Zeitschrift Der Orchideengarten erschienen. Später lebte die Familie in der Kleinstadt Meersburg am Bodensee. Zwei Söhne (* 1919 und 1920) kamen zu dieser Zeit in Konstanz zur Welt.
1921 gab Leopold Plaichinger seine Verlagstätigkeit auf und arbeitete als Chemiker für BMW München und die Odin-Gelatine-Werke in Eberbach. Er gehörte zum engsten Kreis der frühen Münchner NSDAP, war aktiver Nationalsozialist und ein Bruder des späteren SS-Führers Julius Plaichinger. Als Leopold Plaichinger 1933 starb, nahm Heinrich Himmler an der Beerdigung teil. Elfriede Coltelli profitierte bei ihrer Entnazifizierung 1948 von der Weihnachtsamnestie der Spruchkammer München X. 1971 starb sie in Ebersberg bei München.

## Werk
Zum Gesamtwerk von Elfriede Coltelli gehören Landschaften, insbesondere Herbst-, Garten- und Parkbilder, sowie Stillleben und Porträts. Von ihr sind nur wenige Ölgemälde bekannt. Dazu zählt das in der Sammlung der Neuen Galerie Graz befindliche Werk Bad Neuhaus (1908), das mit seinen stark kontrastierenden hellen und dunklen Farbflächen deutlich den Einfluss ihres Lehrers Adolf Hölzel zeigt.
Als Grafikerin schuf Coltelli unter anderem Federzeichnungen mit „Alt-Grazer“ Veduten, die 1910 in der Wiener Zeitschrift Der Architekt erschienen. Weiters gestaltete sie lithografische Plakate für Ausstellungen des Steiermärkischen Kunstvereins, die vom Jugendstil geprägt sind. Als Illustratorin von – häufig phantastischen und erotischen – Beiträgen in der Zeitschrift Der Orchideengarten (1919 bis 1921) setzte sie einen anderen, als „nervös“ oder „zerfranst“ charakterisierbaren Stil ein, der an Alwine Hotter oder Paul Schmidtbauer erinnert. Der Dreiländerverlag brachte ihre grafischen Blätter auch als Mappen mit Radierungen heraus. Spätere Arbeiten von Coltelli, die zeitlich nach ihrer Tätigkeit für den Orchideengarten liegen, sind nicht bekannt.
Einzelwerke (Auswahl)
- Bad Neuhaus, 1908, Öl auf Leinwand, 118,5 × 84,6 cm, Neue Galerie Graz
- Das Stadtbild von Graz (Plakat), 1908, Lithografie auf Papier, 73,5 × 48,5 cm, Neue Galerie Graz
- 109. Ausstellung Steiermärkischer Kunstverein (Plakat), 1909, Lithografie auf Papier, 119,6 × 80,2 cm, Neue Galerie Graz
- Herbstmorgen am See, Ölbild, 1910 Ausstellung Kunst der Frau, Wiener Secession
- Herbststilleben und Stilleben, Ölbilder, 1910 Ausstellung der Vereinigung Bildender Künstler Österreichs Secession Wien[5]
- Dorfbild, ca. 1910, Öl auf Leinwand, 56 × 66 cm, Neue Galerie Graz
- Weihnachtsausstellung Steiermärkischer Kunstverein (Plakat), 1912, Lithografie auf Papier, 106,2 × 69 cm, Neue Galerie Graz
- Porträt des Frl. B. C., 1912 dritte Ausstellung der VBKÖ, Kreide[6]
- Hof im Keplerhaus, Graz, ca. 1913, Tusche, weiß gehöht, auf Papier, 33 × 29 cm, Neue Galerie Graz
- „Pastete“ und obere Sporgasse, Graz, ca. 1914, Tusche, weiß gehöht, auf Papier, 33 × 28,5 cm, Neue Galerie Graz
- Aus der Burg, Graz, ca. 1914, Tusche, weiß gehöht, auf Papier, 32,2 × 27 cm, Neue Galerie Graz
- Fleischfressende Pflanze (für Orchideengarten),[7] 1919, Tusche, weiß gehöht, auf Papier, 17,4 × 11,3 cm, Neue Galerie Graz

Buchillustrationen
- Robert Braun: Gang in der Nacht: Gedichte. Mit Illustrationen von Elfriede Plaichinger-Coltelli. Dreiländerverlag, München 1919.
- Erich Arndt: Der Janustempel. Mit Illustrationen von Elfriede Plaichinger-Coltelli. Die Wende, München, 1920.
- Erich Arndt: Die zwölf Abende der Liberia. Mit Illustrationen von Elfriede Plaichinger-Coltelli (signierte Radierung in der 1. Auflage). Die Wende, München, 1921.

## Ausstellungen (Auswahl)
- 1903: Kasino-Verein Ljubljana
- 1904–1912, 1914, 1925 (und Sezession), 1935: Steiermärkischer Kunstverein, Graz
- 1907: Vereinigung Bildender Künstler Steiermarks, Graz
- 1909: Kunstverein für Kärnten, Klagenfurt
- 1910 (Kunst der Frau, Secession Wien), 1911, 1912, 1914: Vereinigung bildender Künstlerinnen Österreichs, Wien
- 1913: Oberösterreichischer Kunstverein, Linz
- 1919: Die Graphik des Orchideengartens, Galerie Richter, Dresden
- 1920: Werkbund Freiland, Graz
- 1997: Im Hochsommer der Kunst: 1890–1925, Portrait einer Epoche aus steirischen Sammlungen, Landesmuseum Joanneum
- 2020: Ladies first! Künstlerinnen in und aus der Steiermark 1850–1950, Neue Galerie Graz